# Acinonychini
Acinonychini este un trib care cuprinde trei genuri, fiecare cu câte o specie: Puma (puma), Herpailurus (jaguarundi) și Acinonyx (ghepardul). Aceste animale  pot fi întâlnite în Africa și India. În India ele sunt pe cale de dispariție.